# Harold Rawdon Briggs
Harold Rawdon Briggs (24 juillet 1894 - 27 octobre 1952) est un officier supérieur de l'armée indienne britannique, actif pendant les Première et Seconde Guerre mondiale et l'après-guerre.
Le Field-marshal William Slim dit de lui : « Je connais peu de commandants qui ont pris autant de décisions immédiates et critiques à chaque échelon de l'échelle de promotion, et je n'en connais aucun qui ait commis si peu d'erreurs ». 